# 前田芳人
前田 芳人（まえだ よしと、1942年4月17日 - ）は日本の経済学者。西南学院大学名誉教授。専門は国際経済学。経済学博士（学位論文：国際分業論と現代世界―蓄積論から環境論・文化論へ―、大阪市立大学　2006年)。
1966年八幡大学法経学部経済学科卒業。
1972年大阪市立大学大学院経済学研究科修了後、八幡大学社会文化研究所研究員、1973年から八幡大学法経学部助教授を務める。1987年から西南学院大学経済学部教授。

## 著書
- 『国際経済の新展開』(1982) 世界思想社
- 『リカードゥ貿易論の一視角』 『国際貿易の古典理論』所収(1971,1988) 大阪市立大学経済学雑誌田1.同文館
- 『インフレーションと国際収支』 『世界経済の構造と展開』所収(1979) ミネルヴァ書房
- 『資本蓄積と国際生産構造』 『世界経済論を学ぶ』所収(1980) 有斐閣
- 『ウェイクフィールドの植民理論と植民の現実過程』 『国際労働力移動』所収(1987)東京大学出版会
- 『世界システムの構造』 『国際経済論』所収(1987) ミネルヴァ書房
- 『国際分業論』 『国際経済論』所収(1987)ミネルヴァ書房
- 『国際分業の新展開と経済摩擦』 『現代資本主義と流通』所収(1989) ミネルヴァ書房
- 『現代貿易問題分析の視座』(1994)  ミネルヴァ書房
- 『高度消費社会の国際分業』(1994)   ミネルヴァ書房
- 『木材貿易と森林資源』(1994)  ミネルヴァ書房
- 『新しい貿易原理の形成』(1994) ミネルヴァ書房
- 『地球環境-豊かな生活価値世界の創造 』『新版・世界経済』所収 (1998)ミネルヴァ書房
- 『グローバリゼーションと重商主義の遺産』(2002) 日本経済評論社